# Ni'lin
Ni'lin (àrab: نعلين, Niʿlīn) és un municipi palestí en la governació de Ramal·lah i al-Bireh, al centre de Cisjordània, situat 17 kilòmetres a l'oest de Ramal·lah. Segons l'Oficina Central d'Estadístiques de Palestina (PCBS), tenia 5.852 habitants en 2016. Ni'lin es troba 3 kilòmetres a l'est de la Línia Verda de 1949, limitat per Deir Qaddis, els assentaments israelians de Nili i Na'ale al nord-est, la vila d'al-Midya i l'assentament de Modi'in Illit (Kiryat Sefer) al sud, i les viles de Budrus (4 km) i Qibya (5 km) al nord-oest. la superfície municipals és d'uns 15.000 dúnams dels quals 660 són urbans. Per l'Acord d'Oslo II el 93.3% de les terres del municipi han estat classificades com a Àrea C.
La majoria dels habitants del municipi es dediquen a l'agricultura, i abans de la Segona Intifada molts treballaven en la construcció a Israel. Està situada a 262 metres sobre el nivell del mar i té hiverns suaus i estius calorosos i secs amb temperatures diürnes de 32 °C (88 °F).

## Història
S'hi ha trobat ceràmica del final de l'edat de Ferro (s. VIII-VII aC), hel·lenística, romana d'Orient, croada/aiúbida, mameluc i del primer període otomà. Un tal Isaac de Naeleinés esmenat en un text croat del 1167 amb relació a Casale St. Maria (Aboud).

### Època otomana
En 1517, Ni'lin va ser incorporada a l'Imperi Otomà amb la resta de Palestina, i el 1596 va aparèixer als registres fiscals com a part de la nàhiya de Ramla al liwà de Gaza. Tenia una població de 72 llars, totes musulmanes. Els vilatans pagaven un tipus impositiu fix del 25% en productes agrícoles, incloent blat, ordi, cultius d'estiu, oliveres, fruiters, cabres i / o ruscs, i olives o raïm de premsa, a més d'ingressos ocasionals; un total de 3.500 Akçe. Tots els beneficis anaven al Waqf.
En 1838 era registrada a vila musulmana, Na'lin, a l'àrea Ibn Humardel Districtd d'Er-Ramleh.
Una llista de viles otomanes del 1870 mostra que Ni'lin tenia 156 cases i una població de 493, tot i que el recompte de població només incloïa homes. Es va descriure com a la vora de Deir Qaddis.
En 1882 el Survey of Western Palestine del Fons per a l'Exploració de Palestina va descriuire Ni'lin (anomenada N'alin) com un «poble gran en un terreny alt, envoltat d'oliveres i subministrat per cisternes.»

### Època del Mandat Britànic
En el cens de Palestina de 1922, organitzat per les autoritats del Mandat Britànic, Na'lin tenia 1.160 habitants, totse musulmans, mentre que en el cens de 1931 la població de Ni'lin era de 1.249 habitants, tots musulmans llevat un cristià, en 299 cases.
En el cens de 1945 la població de Ni'lin era de 1.420 musulmans, que posseïen 15,875 dúnams de terra segons una enquesta oficial de terra i població. D'aquests, 5,921 dúnams eren plantacions i regadius, 3,053 dúnams eren per cereals, mentre 29 dúnams eren sòl edificat.

### Després de 1948
En la vespra de guerra araboisraeliana de 1948, i després dels acords d'armistici araboisraelians de 1949, Ni'lin fou ocupada pel regne haixemita de Jordània. Després de la Guerra dels Sis Dies de 1967 va romandre sota l'ocupació israeliana.

## Protestes al mur

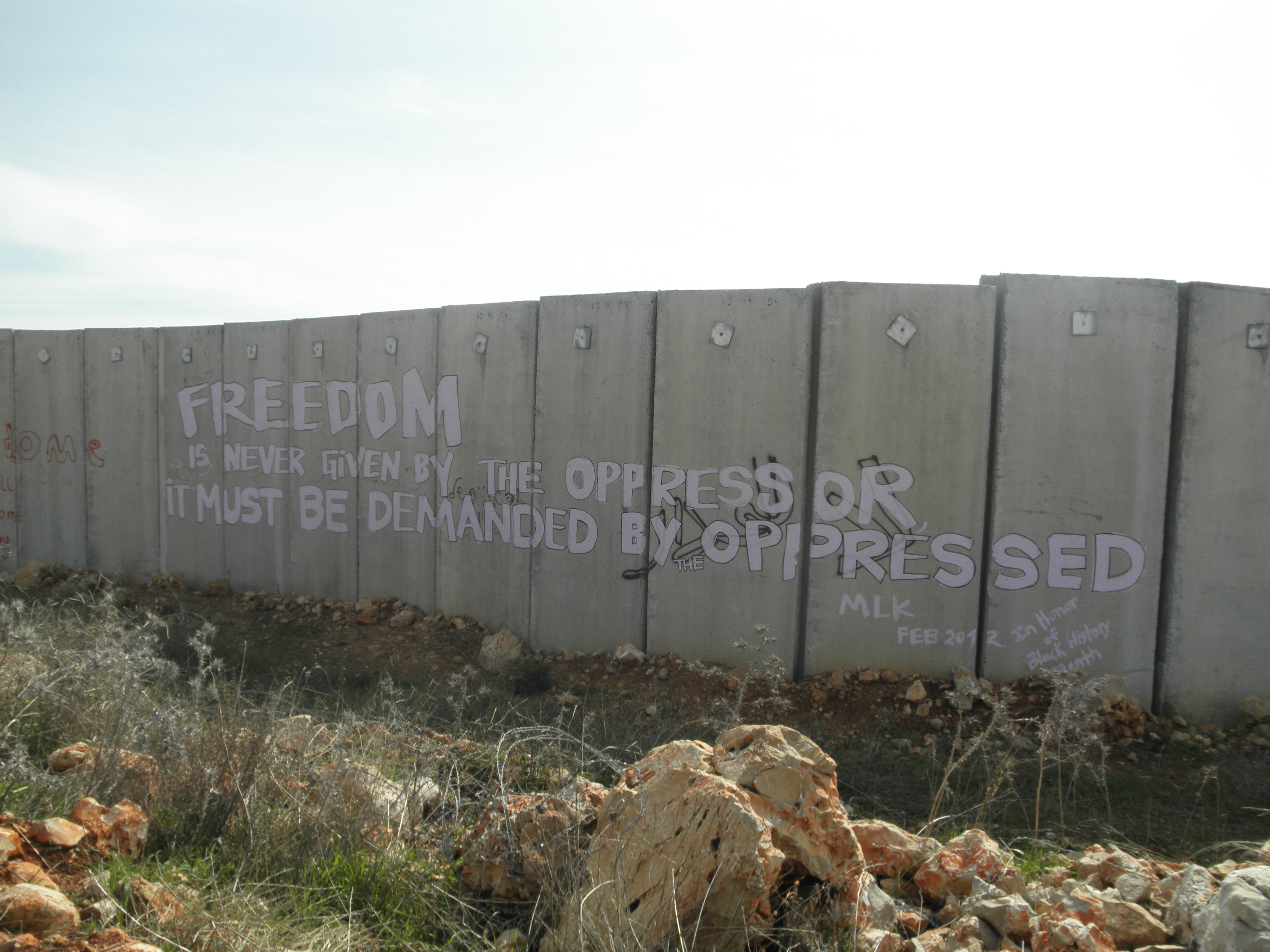
Una frase de Martin Luther King "la llibertat mai no és lliurada per l'opressor, sinó que ha de ser reclamada pels oprimits" escrita al Mur a Ni'lin per activistes del Moviment de Solidaritat Internacional, febrer de 2012

Els residents de Ni'lin i activistes internacionals han estat escenificant manifestacions setmanals contra una pròxima expansió del Mur de Cisjordània. S'ha estimat que la finalització de la barrera eliminarà ⅓ de la terra de Ni'lin.
En el primer cas d'incidents en les manifestacions de protesta contra el mur, es va produir el tret mortal d'Ahmed Moussa, de 10 anys, el 29 de juliol de 2008. L'incident va passar quan un grup dels nens majoritàriament adolescents havia anat al lloc de construcció del mur fora de Ni'ilin, on no hi havia personal de seguretat, els nois van començar a treure filferro. Un sondeig preliminar de la policia israeliana ha descobert que policies fronterers israelians van utilitzar munició real per dispersar el grup i que una de les bales probablement van matar Ahmed Moussa de 10 anys. Durant la demostració, uns altres 15 van resultar ferits per bales d'acer recoberts de cautxú. El funeral d'Ahmed Moussa va quedar enterbolit per una violència diferent. L'estacionament permanent d'una força de policia fronterera, ordenada pel comandament central del Maj.-Gen. Gadi Shamni, als afores del poble on es duen a terme les manifestacions diàries, va enfurismar els manifestants en la processó funerària. Yousef Ahmed Younis Amera, (18) va ser declarat mort cerebral a l'hospital de Ramal·lah dimecres 30 de juliol de 2008 després de rebre un tret al cap amb una bala d'acer recoberta de cautxú i finalment va morir el dilluns 4 d'agost de 2008. El 5 d'agost de 2008 la policia israeliana va dir que havia detingut a un policia de la frontera i el va posar sota arrest domiciliari en relació amb la mort d'Ahmed Moussa, de deu anys.
En la segona setmana d'agost de 2008 es van disparar a vint-i-dos civils desarmats (inclosos vuit nens) amb bales de goma recobertes de metall en protestes dels pobles de Ni'lin i Bil'in (Ramal·lah). Les forces israelianes als territoris ocupats han començat a utilitzar un nou mètode de multitud control a Ni'lin. Una barreja d'aigües residuals febles amb fems d'animals i productes química anomenada "skunk", a causa de la seva poderosa olor, i que indueix vòmits quan es ruixa als manifestants.

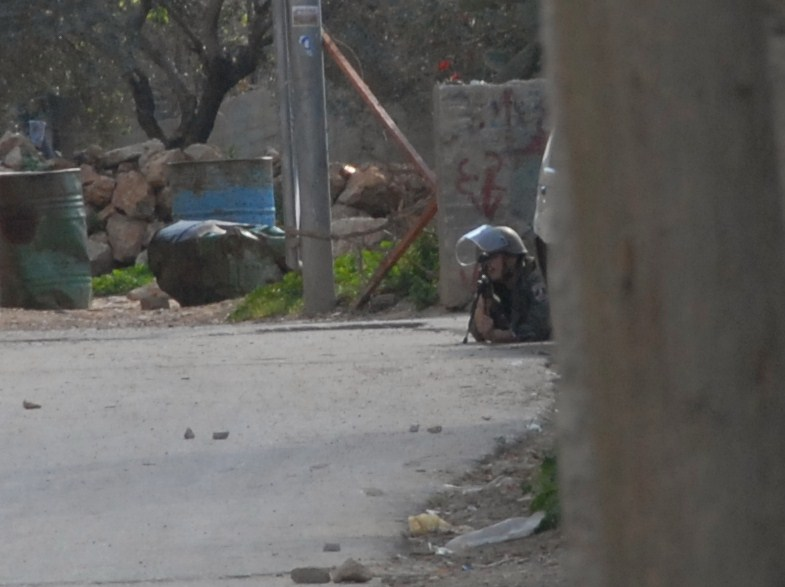
Un soldat israelià a Ni'lin el 6 de febrer de 2009

El 28 de desembre, durant una manifestació contra l'assalt israelià a Gaza que havia començat el dia anterior, Mohamed Khawaja (19) va rebre un tret al cap de soldats israelians, i Arafat Khawaja (22) un tret a l'esquena. Mohamed Srour va rebre un tret a la cama. Arafat va morir al lloc mentre Mohamed Khawaja fou declarat mort cerebral a l'hospitali va morir el 31 de desembre. Aquests incidents es van atreure l'atenció de la Missió de Recerca de Fets de les Nacions Unides sobre el Conflicte de Gaza pels testimonis de Mohamed Srour i Jonathan Pollak a les Audiències Públiques de la Missió de Ginebra, el 5 de juliol de 2009.
Els enfrontaments regulars van arribar més intensament al focus internacional quan un ciutadà estatunidenc anomenat Tristan Anderson, d'Oakland (Califòrnia), va ser colpejat al cap per un contenidor de gasos lacrimògens disparat per les forces israelianes el 13 de març de 2009, durant les manifestacions contra el mur. L'impacte va causar dany massiu al lòbul frontal d'Andersons, i al seu ull. Anderson, de 38 anys, va requerir diverses cirurgies cerebrals en un hospital de Tel-Aviv.
El 5 de juny de 2009 Yousef Aqel Srour (36) va rebre un tret de munició real de calibre 0.22 durant una manifestació. a ser declarat mort a la seva arribada a un hospital de Ramal·lah.
El 6 de novembre de 2009, els activistes que celebraven el vintè aniversari de la caiguda del mur de Berlín van aconseguir derrocar una petita part del mur que travessava les terres del poble; la primera vegada que els manifestants palestins van aconseguir derrocar una part del mur d'Israel.
El març de 2010, l'exèrcit israelià designava Ni'lin (juntament amb el poble proper Bil'in), com a zona militar tancada cada divendres. Això va durar fins a agost de 2010.

### Omri Borberg

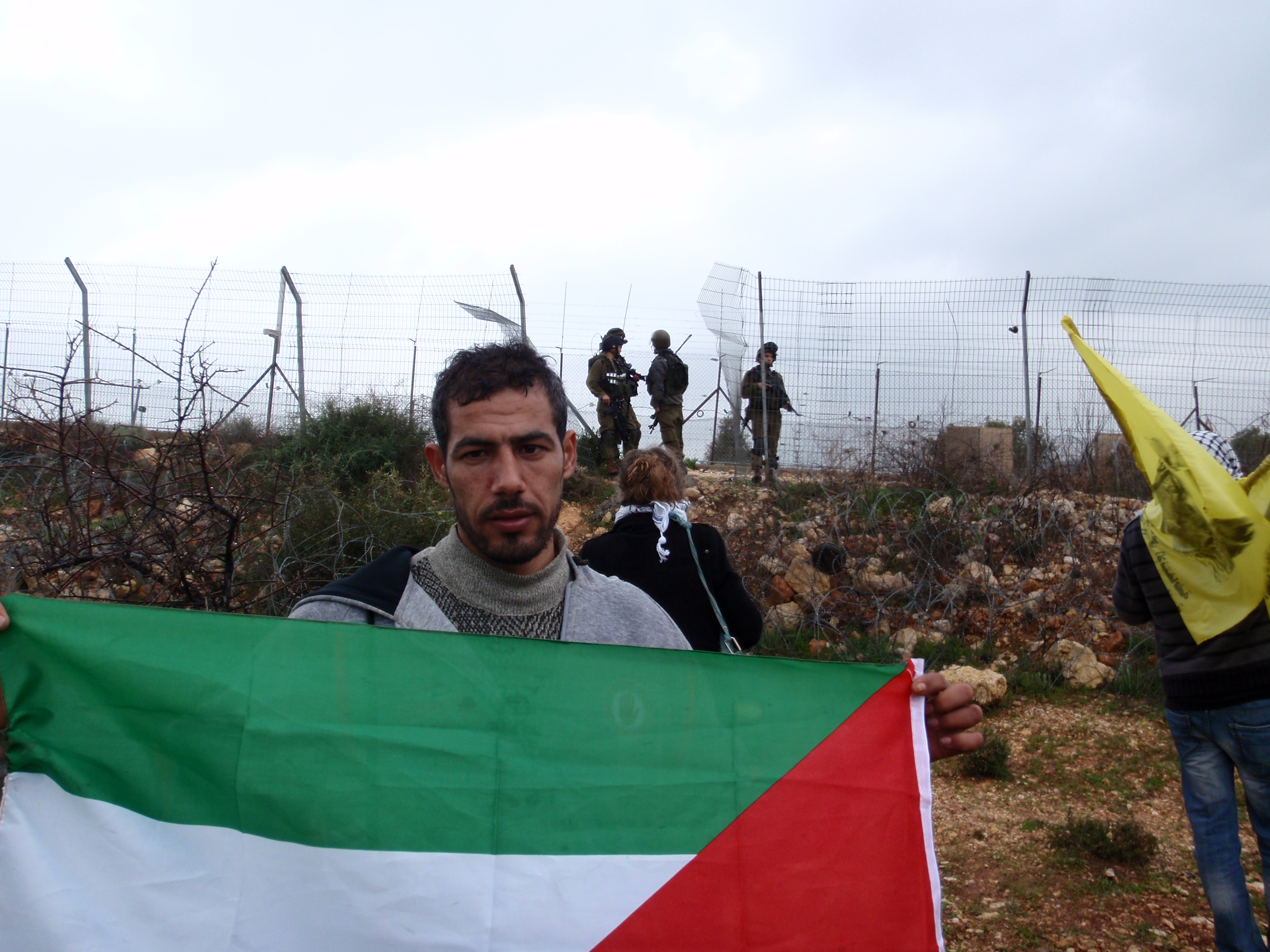
Ashraf Abu Rahma de Bil'in

El 7 de juliol de 2008, un jove de 17 anys, Salam Kanaan, va filmar un incident on un comandant d'un batalló israelià (Tinent Coronel Omri Borberg de Batalló Armat 71) sostenia pel braç un palestí detingut, emmanillat i amb els ulls embenats (Ashraf Abu Rahma de Bil'in) mentre un subordinat li disparava al peu. Una segona prova de polígrafs el dimarts 29 de juliol de 2008 ha posat en dubte el testimoniatge del Tinent Col Borberg. Després de reunir-se amb el Maj.-Gen. Gadi Eizenkot, Borberg va acordar prendre's una excedència de 10 dies mentre que el Jutge General Advocat (JAG) de les FDI Brig-Gen. Avichai Mandelblitt prenia la decisió de presentar o no càrrecs contra el comandant del batalló. El comandant del batalló va ser acusat per l'exèrcit de "fracàs moral greu", va ser reasignat a un altre càrrec i s'enfrontarà al càrrec relativament menor de "conducta indigna". Els grups de drets humans israelians B'Tselem, Yesh Din, Associació per als Drets Civils i el Comitè Públic contra la Tortura han criticat la disciplina de l'exèrcit israelià contra Borberg per indulgent i han demanat al advocat general de l'exèrcit israelià suspendre els processos legals contra el tinent coronel implicat i el sergent "L" que va disparar el tret per permetre modificar la decisió de jutjar-los amb el delicte relativament lleuger de "conducta inadequada ". L'editorial de Ha'aretz comentava que: 
| « | S'ha perdut l'oportunitat d'enviar un missatge d'intolerància total al fet de disparar a una persona en grillons. | » |

El 19 d'agost de 2008 es va suspendre l'audiència militar contra Borberg i el sergent "L" seguint la petició de B'Tselem. El 28 de setembre, l'alt tribunal israelià va demanar al JAG que reconsiderés els càrrecs contra Borberg i el Sergent "L".